# Lee Jung-hee
Lee Jung-hee (* 22. Dezember 1969 in Seoul) ist eine südkoreanische Politikerin, Juristin und Aktivistin. Sie war Mitglied der 18. Nationalversammlung von Südkorea und eine der Kandidatinnen für die Präsidentschaftswahlen 2012.

## Leben und Politisches Wirken
Lee Jung-hee besuchte die Suhmoon Girls' High School (서문여자고등학교) und begann 1987 ihr Jura-Studium an der Seoul National University, wo sie 1990 zur Präsidentin der universitären Frauenvereinigung gewählt wurde. Durch ihren Hochschulaktivismus gewann sie Interesse an Menschenrechten, Arbeiterrechten und Frauenrechten. Sie bestand im Jahr 2000 die Anwaltsprüfung und begann sich juristisch für Menschenrechte einzusetzen. Ihr Schwerpunkt liegt dabei auf Geschlechtergerechtigkeit und US-Südkoreanischen Beziehungen, insbesondere auf sexualisierter Gewalt des US-Militärs gegen die koreanische Bevölkerung. Im Rahmen dessen war Lee Mitglied der National Campaign for Eradication of Crimes by U.S. Troops in Korea (주한미군범죄근절운동본부, deutsch: Nationale Kampagne zur Beseitigung von Verbrechen durch US-Truppen in Korea).
Im Jahr 2007 trat Lee der sozial-demokratischen Minju-nodong-Partei bei und wurde 2008 zur stellvertretenden Vorsitzenden der Partei und Mitglied der Nationalversammlung gewählt. 2009 erfolgte ihre Wahl in das Amt der Parteivorsitzenden, in welches sie 2010 wiedergewählt wurde.
Am 5. Dezember 2011 fusionierte die Minju-nodong-Partei mit der Volkspartizipationspartei und einem kompromissbereiten Teil der Jinbo-shin-Partei zur Tonghap-jinbo-Partei.
2012 kandidierte Lee für die Tonghap-jinbo-Partei auf das südkoreanische Präsidialamt. Sie gab zu, dass sie vor allem antrat, um Park Geun-hye, die Kandidatin der Saenuri-Partei, herauszufordern. Obwohl sie weniger als ein Prozent der Stimmen erhielt, wurde Lee zur Präsidentschaftsdebatte eingeladen, weil ihre Partei mehr als fünf Sitze in der Nationalversammlung innehielt. In der Debatte löste Lee eine Kontroverse aus, als sie Parks Vater, den ehemaligen Präsidenten und Diktator Park Chung-hee, bei seinem japanischen Namen 'Masao Takaki' nannte und  sich nordkoreanischer Rhetorik bediente. Die Presse spekulierte daraufhin, dass Lees Auftritt die Chancen ihres Mitbewerbers Moon Jae-in reduzierte. Am 16. Dezember zog Lee ihre Kandidatur zurück „in Übereinstimmung mit der Hoffnung des Volkes auf die Integration fortschrittlicher, demokratischer und reformorientierter (Oppositions-)Kräfte, um einen Regierungswechsel zu erreichen“ und warnte, dass Parks Sieg einen „unwiderruflichen Rückschritt in der Geschichte“ bedeute.
Am 2. September 2013 trat Lee Jung-hee aus Protest gegen die Verhaftung ihres Parteigenossen Lee Seok-ki (이석기) durch den südkoreanischen Geheimdienst National Intelligence Service (NIS) in den Hungerstreik. Lee Seok-ki wurde vom NIS beschuldigt, einen bewaffneten Aufstand gegen die Regierung geplant zu haben. Am 19. Dezember 2014 löste das südkoreanische Verfassungsgericht die Tonghap-jinbo-Partei mit der Begründung auf, dass die Partei Verbindungen zu Nordkorea pflege und das südkoreanische demokratische System gewaltsam stürzen wolle. Lee Jung-hee prangerte die Entscheidung an und sagte, die Regierung habe „mit einer autoritären Entscheidung ein dunkles Zeitalter eröffnet“ und Südkorea in ein „diktatorisches Land“ verwandelt. Nach der im Jahre 2017 wegen Korruption eingeleiteten Amtsenthebung Park Geun-hyes wurde Won Sei-hoon, Leiter des NIS, zu einer mehrjährigen Haftstrafe verurteilt – unter anderem, weil er bei der Präsidentschaftswahl in Südkorea 2012 seine Behörde zugunsten von Park Geun-hye ins Geschehen eingreifen ließ. Ähnliche Vorwürfe wurden gegen die südkoreanische Polizei erhoben.
Am 8. April 2020 hatte Lee Jung-hee erneut einen Öffentlichkeitsauftritt auf dem offiziellen YouTube-Kanal der Minjung-Partei, wo sie ihre Unterstützung für die Minjung-Partei bei den südkoreanischen Parlamentswahlen 2020 bekundete.